# Buka-Mosaikschwanzratte
Die Buka-Mosaikschwanzratte (Melomys spechti) ist ein ausgestorbenes Nagetier aus der Gattung der Mosaikschwanzratten. Es ist nur durch subfossile Kieferfragmente bekannt geworden, die auf der Insel Buka am nördlichen Ende der Salomonen-Kette entdeckt wurden. Das Artepitheton ehrt den australischen Paläontologen Jim Specht vom Australian Museum, der umfangreiche Studien über die Frühgeschichte Bukas betrieben hat. 
Der Holotypus besteht aus einem linken Oberkieferfragment und einem Teil des linken Gaumenbeins. Weiteres Material umfasst 14 rechte und 13 linke Unterkieferfragmente sowie drei linke Oberkieferfragmente.
Die Buka-Mosaikschwanzratte war die größte Art aller bisher beschriebenen Mosaikschwanzratten. Die Länge der drei Molaren beträgt 8,1 bis 9,4 mm. Sie waren massiver und breiter als die der nahe verwandten Bougainville-Mosaikschwanzratte (Melomys bougainville). Das geschätzte Körpergewicht beträgt 200 bis 250 g. 
Die subfossilen Überreste kamen im Abri der Fossillagerstätte Kilu auf der Insel Buka recht selten vor. Dies bedeutet jedoch nicht, dass diese Art auch in der Natur selten war. Das Material wird auf ein Alter von 7900 bis 9400 Jahre datiert. Möglicherweise hat diese Art aber bis ungefähr 90 n. Chr. (1860 yBP) überlebt, da die Insulaner der Lapita-Kultur erst um diese Zeit Hunde, Schweine, andere Ratten und Kuskus auf Buka einführten.